# Halo 4
Pour les articles homonymes, voir Halo.
Halo 4 est un jeu vidéo de tir à la première personne (FPS) développé par 343 Industries et édité par Microsoft Game Studios. Il est le huitième jeu vidéo de la série Halo. La sortie du jeu a été annoncée pour le 6 novembre 2012 lors de la conférence de presse Microsoft à l'E3 2011. Durant la conférence, il a été annoncé que Halo 4 serait le premier épisode d'une nouvelle trilogie Halo nommée The Reclaimer Trilogy.

## Résumé
Le jeu s'ouvre sur un prologue où Catherine Halsey est interrogée par un mystérieux individu dans un lieu inconnu. Elle explique les origines des Spartan ainsi que celles du Major John-117. Le mystérieux interrogateur explique à Halsey qu'il doute que le Spartan en question soit encore en vie après les événements de Halo. Halsey lui répond que les Spartan ne sont pas du matériel militaire mais l'évolution de l'humanité, son avenir en tant qu'espèce ; elle l'avertit aussi de ne pas sous-estimer John-117.
En effet, la moitié du Forward Unto Dawn erre toujours dans la galaxie, avec à son bord Cortana et John-117, toujours en vie dans un tube cryogénique. 4 ans, 7 mois et 10 jours ont passé depuis la destruction de l'Arche. Le vaisseau est alors scanné par une force inconnue. Cortana, apeurée, décide de réveiller le Major. Une fois sorti de son tube, le Major récupère Cortana et se dépêche d'aller voir ce qui se passe. Le vaisseau est attaqué par une flotte des séparatistes Covenants de Jul 'Mdama, une nouvelle faction issue de l'effondrement de l'ancienne Alliance, en orbite autour d'une planète artificielle ayant les caractéristiques d'une structure Forerunner. Après un long combat entre le Major et les forces ennemies, le Forward Unto Dawn est attiré par la planète et finit par y entrer ainsi que plusieurs vaisseaux Covenants qui finissent par se crasher.
Une fois à l'intérieur de la planète, le Major survit à la destruction du vaisseau et au crash. Cortana, après avoir subi un nouveau bug, lui avoue alors qu'elle est en train de céder à la frénésie et qu'elle a vécu plus longtemps qu'un I.A. normale, précisément 8 ans. Le Major voit la nécessité de rentrer au plus vite sur Terre pour soigner Cortana avant qu'elle ne devienne complètement autonome et finisse par s'auto-détruire. Cortana localise un cartographe non loin de leur position. Après avoir découvert les spectaculaires structures Forerunner de la planète, qui sont vivantes contrairement à celles des Halo, et avoir combattu plusieurs troupes Covenantes, le Major et Cortana accèdent au cartographe protégé par les Sentinelles qui ne menacent pas le Spartan. Cortana découvre que la planète sur laquelle ils se trouvent est un Monde-Bouclier Forerunner appelé Requiem et qu'elle est creuse. Le Major capte alors une transmission inconnue qui s'avère provenir d'un vaisseau humain : l'UNSC Infinity, qui a capté la balise de détresse envoyée par Cortana 4 ans auparavant. N'arrivant pas à répondre à l'Infinity à cause du signal qui se brouille, le Major et Cortana se déplacent vers une citadelle Forerunner, Terminus, pour pouvoir se téléporter vers le noyau de la planète et rétablir le contact avec l'Infinity afin de les prévenir de leur position. Une fois à Terminus, Cortana ouvre un portail pour se téléporter vers l'intérieur de la planète mais des créatures ni organiques ni robotiques font alors leur apparition devant John et l'I.A. Le Major se dépêche d'entrer dans le portail.
Nos deux héros atteignent le noyau et comprennent que pour répondre à l'Infinity, ils doivent d'abord désactiver deux pylônes situés à une grande distance l'un de l'autre et ensuite atteindre le relais de transmission pour avertir le vaisseau humain de ne pas entrer dans Requiem. Pendant que le Major s'efforce de désactiver les pylônes, il est attaqué par les mêmes ennemis qu'à Terminus mais arrive à les détruire, il n'en reste plus qu'une suppression de données que Cortana s'empresse de lire. Ces créatures d'origine inconnue mais dotées d'armes Forerunner s'appellent les Chevaliers Prométhéens. Après que le Major ait désactivé les pylônes, les Covenants vont également vers le relais de transmission à la grande surprise de Cortana. L'Infinity essaie de contacter le Major mais ce dernier n'arrive pas à leur répondre, le vaisseau est tout près de la planète et s'apprête à entrer. Le Major fonce vers les commandes du relais afin de répondre à l'Infinity mais cela a un autre effet : les commandes ouvrent une énorme sphère aérienne Forerunner (un Cryptum) et il en sort un Forerunner : le Didacte, ancien chef des armées Forerunners. Le Didacte arrête le combat entre les Chevaliers Prométhéens et les Covenants en se présentant devant eux. Ces derniers se prosternent devant lui. Le Forerunner saisit le Major et l'avertit que lui et l'Humanité ne sont pas dignes du Manteau, la religion des Forerunners et que les humains représentent un véritable fléau qui doit être supprimé. Le Didacte blesse le Major en le faisant tomber au sol et rentre à nouveau dans le Cryptum. Le Major se réveille quelques minutes plus tard et se rend compte que l'intérieur de Requiem est en train de se détruire. Cortana ouvre un portail et le Major se téléporte à l'extérieur de la planète. Ils se rendent compte que l'Infinity est entré dans Requiem et s'est écrasé dans la jungle quelques kilomètres plus loin. Ils se mettent rapidement en route.

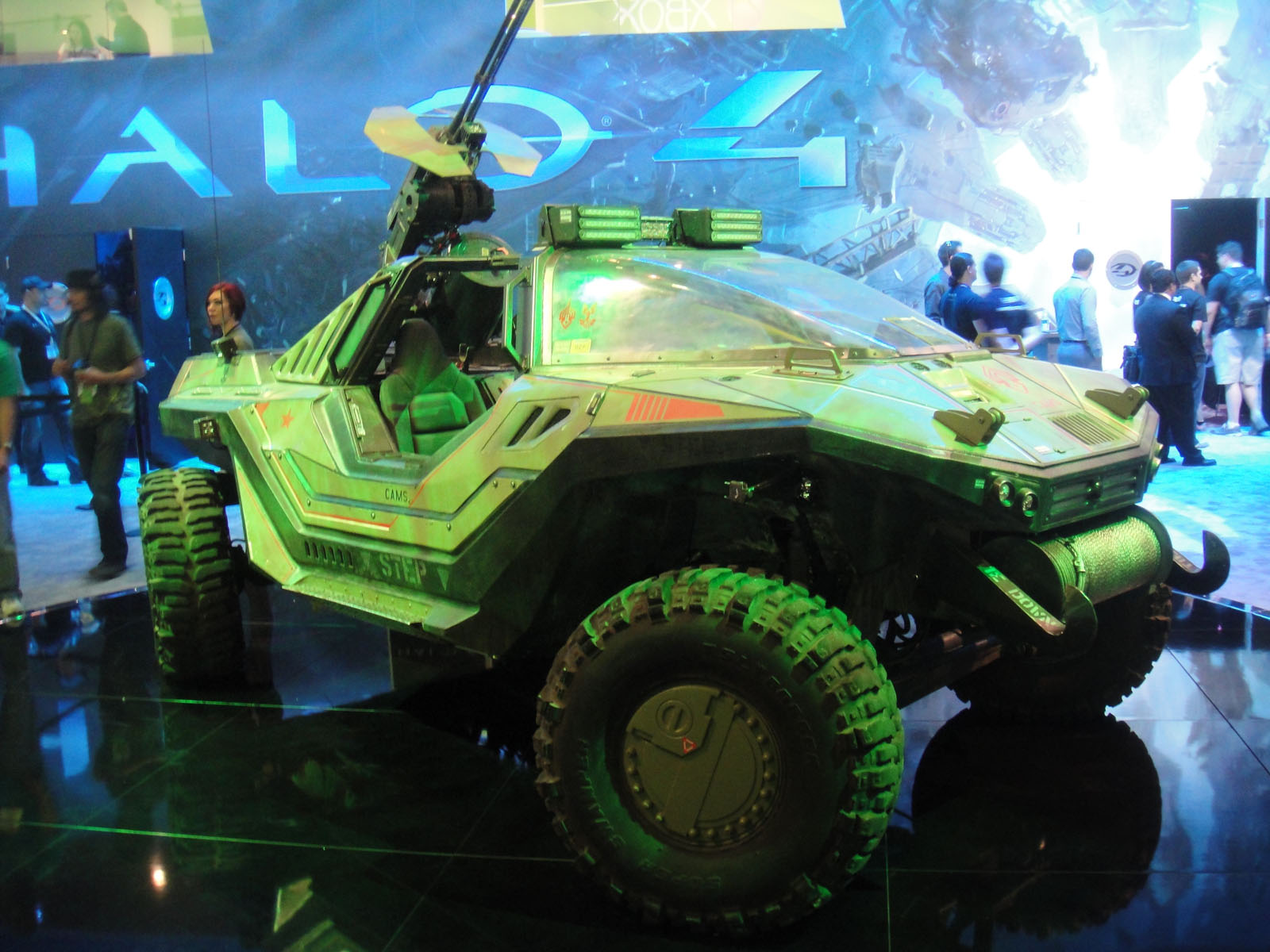
Un Warthog, véhicule emblématique de la saga Halo à l'E^{3} 2012.

À leur arrivée, le Cryptum du Didacte est devant l'Infinity. Le Major capte une transmission des soldats de l'UNSC égarés dans la jungle et s'empresse d'aller les secourir. Après avoir combattu plusieurs Chevaliers Prométhéens, le Major et Cortana trouvent enfin la structure où se sont réfugiés les soldats, qui sont en fait des Spartans-IV. Le Major est accueilli par le Commandant Thomas Lasky, que le Spartan avait sauvé en 2525 lors d'une attaque Covenante, ainsi que par le Commandant Sarah Palmer, une Spartan-IV qui ironise en lui disant qu'elle le croyait plus grand. Accompagné de plusieurs Marines et de Spartan-IV, le Major part vers l'Infinity pour éliminer la plupart des ennemis qui se sont infiltrés dans le vaisseau. Lui et Cortana se rendent aussi compte que les Covenants se sont alliés avec les Chevaliers Prométhéens. Ils réussissent finalement à repousser les forces Covenantes et Prométhéennes et à faire fuir le Didacte, toujours enfermé dans son Cryptum. L'Infinity rassemble tous les Marines et Spartan et réussit à décoller. À bord, le Capitaine Andrew Del Rio, commandant du vaisseau, rencontre le Major et essaie de comprendre d'où viennent les Chevaliers Prométhéens à l'aide de Cortana, Lasky et Palmer. Lasky informe le Major que l'Infinity a pour mission de trouver tous les autres anneaux Halo et d'établir des bases pour trouver le moyen de les désarmer. Del Rio poursuit le rapport de Lasky en expliquant au Major qu'ils ont trouvé 2 Halo, les Installations 03 et 05, et qu'une équipe de scientifiques est morte en ayant trouvé un Artefact Forerunner où étaient gravé les coordonnées de Requiem. Del Rio refuse de poursuivre le Didacte malgré l'insistance de Cortana et du Major. Il décide de partir au plus vite de Requiem.
Pour pouvoir quitter Requiem, l'Infinity charge le Major, Lasky et Palmer de détruire le puits de gravité qui retient le vaisseau sur la planète. Pour cela, ils doivent d'abord neutraliser des canons à particule qui empêchent le vaisseau d'aller vers le puits de gravité. Malgré une forte résistance Covenante, le Major entre dans une structure Forerunner gardée par les Sentinelles qui semblent le guider vers un endroit précis. Ils entrent dans une immense salle où est situé le panneau de contrôle des Canons à Particule. Cortana arrive à les désactiver mais se fait alors éjecter du système. Le Major est à nouveau guidé par les Sentinelles qui le conduisent jusqu'à une autre salle où il est attiré par un rayon lumineux Forerunner.
Une fois en contact avec le rayon, le Major entre en contact avec une copie mémorielle d'une Forerunner, la Bibliothécaire, l'épouse du Didacte. Celle-ci lui explique que le Didacte a jadis utilisé un appareil, le Recomposeur, pour créer les Chevaliers Prométhéens à partir d'êtres humains — qui furent autrefois les plus grands adversaires des Forerunners avant d'être vaincu et qu'il a maintenant l'intention de le récupérer pour encoder le reste de l'Humanité —. Surpris par le Didacte, la Bibliothécaire a juste le temps d'avouer au Major que son généplan renferme l'immunité contre le Recomposeur, s'il accepte qu'elle l'active. Une fois immunisé, le Major récupère en vitesse Cortana à qui la Bibliothécaire a également tout expliqué.
Sortis de la structure, le Major et un grand nombre de soldats de l'UNSC arrivent à détruire le puits de gravité. Une fois de retour sur l'Infinity, Del Rio refuse toujours d'attaquer le Didacte malgré les explications supplémentaires du Major sur Le Recomposeur. Cortana, folle de rage, se montre agressive et cède à la frénésie un court instant devant Del Rio. Ce dernier ordonne donc à Lasky de mettre hors-service l'I.A. Le Major s'interpose, reprend Cortana et décide de partir seul arrêter le Didacte. Del Rio ordonne à Palmer d'arrêter le Major, ce qu'elle et Lasky refusent de faire.
Conscient du danger que représente le Didacte, Lasky prépare un Pélican pour le Major et Cortana, sous couvert qu'il est censé servir à les poursuivre. Ils filent vers le Cryptum du Didacte qui est amarré autour de plusieurs tours Forerunners devant l'entrée de Requiem, pendant que l'Infinity repart sur Terre. Le Cryptum est protégé par un bouclier qui peut être désactivé à partir de deux tours, que le Major se dépêche d'aller activer. Une fois le bouclier détruit, le Didacte comprend le plan du Major et décide d'embarquer sur son ancien vaisseau amiral, le Mantle's Approach, mais doit attendre qu'il soit totalement prêt à décoller. Cortana indique au Major une autre tour qui pourrait emprisonner le Cryptum grâce à de gigantesques flèches activées à distance. Une fois dans la tour, Cortana active les commandes mais subit un autre excès de frénésie qui provoque l'effondrement des flèches. Il est trop tard, le Cryptum entre dans le vaisseau Forerunner et Requiem s'ouvre. Le Major improvise et fonce sur une Liche Covenante pour poursuivre le vaisseau Forerunner qui se fait escorter par plusieurs véhicules aériens Covenants. Une fois sorti de Requiem, un gigantesque portail s'ouvre, le Mantle's Approach, les vaisseaux Covenants et le Major l'empruntent et se téléportent.
Les vaisseaux arrivent enfin à destination. À bord de la Liche, Le Major et Cortana s'aperçoivent qu'ils sont tout prêts d'un Halo : l'Installation 03, Halo Gamma. Mais ils se rendent également compte que l'Artefact sur lequel étaient gravées les coordonnées de Requiem était le Recomposeur et qu'il n'est plus sur le Halo. L'UNSC l'a déplacé sur une base scientifique située sur des astéroïdes à proximité de l'anneau. Cortana a un autre accès de frénésie et fait écraser la Liche sur la base. Le Major en sort indemne et part chercher le Docteur Tillson, la scientifique en chef et directrice de la station, qui peut le mener jusqu'au Recomposeur. La base est attaquée par les Covenants tandis que le Cryptum scanne la station pour retrouver l'artéfact. Le Major parvient enfin jusqu'à Tillson qui lui explique que le Recomposeur est tellement massif qu'il ne pourra jamais être déplacé à temps. Cortana propose dès lors de détruire la station et Le Recomposeur avec une charge nucléaire HAVOK, ce que Tillson finit par accepter à contrecœur. Mais les Covenants repèrent l'emplacement du Recomposeur et préviennent Le Didacte. Il est encore une fois trop tard, le Mantle's Approach s'empare du Recomposeur et s'éloigne de la base. Le Major rejoint tous les scientifiques pour une évacuation immédiate de la station mais le Didacte active le Recomposeur et tue le personnel de la base en quelques secondes à l'exception du Major, immunisé mais qui s'effondre malgré tout. Il se réveille peu après et se rend compte que le Mantle's Approach est parti. Cortana, attristée de n'avoir rien pu faire pour sauver la base pense qu'elle ne pourra plus être sauvée de la frénésie et qu'elle sera remplacée par une autre I.A. Le Major lui promet le contraire. Cortana localise alors dans la station un chasseur Broadsword pour poursuivre Le Mantle's Aprroach. Le Major installe sur le Broadsword la charge HAVOK et part vers le vaisseau du Didacte. Ce dernier active un autre portail pour se téléporter jusqu'à la Terre et détruire la race humaine. Le Broadsword se faufile dans le Mantle's Approach et tous deux se téléportent.
À bord du Mantle's Approach, le Major fonce vers Le Recomposeur. Le combat est rude car les défenses du vaisseau sont activées pour l'arrêter; pire encore, le Mantle's Approach arrive près de la Terre bien plus rapidement que tout ce que Cortana avait pu anticiper. Le Major reçoit alors un signal de Lasky qui lui annonce que FLEETCOM a dégradé Del Rio pour l'avoir abandonné sur Requiem; Lasky dirige désormais l'Infinity qui est tout près de La Terre avec le groupe de combat Dakota et prêt à aider Le Major. Le vaisseau de l'UNSC détruit à distance l'accès central au Recomposeur pour que le Major aille déposer sa charge HAVOK. Le Broadsword s'écrase et le Major est contraint de continuer à pied avec la charge nucléaire. Les Chevaliers Prométhéens tentent de l'arrêter, tandis que Cortana est de plus en plus souffrante. John arrive enfin au Recomposeur et voit que le Didacte a quitté son Cryptum et s'est barricadé dans l'appareil, protégé par un énorme bouclier. Cortana a une solution : déposer ses excès de frénésie dans les moteurs du Recomposeur pour détruire le bouclier. Ça marche mais le Didacte active le Recomposeur et démolit la console où est inséré le Cristal de Cortana. Le Major n'a plus qu'une chose à faire, aller vite déposer la charge avant que La Terre ne soit entièrement recomposée. Mais le Didacte apparaît alors devant lui, prend le dessus et menace le Major de le laisser tomber dans le vide. C'est alors que Cortana apparaît sous plusieurs répliques et immobilise le Didacte en s'infiltrant dans son armure ce qui laisse le temps au Major de placer une grenade à impulsion dans l'armure. Déstabilisé, le Didacte chute dans la perturbation spatio-temporelle en contrebas et disparaît. Blessé, Le Major arrive néanmoins à activer la charge et détruit Le Recomposeur. Mais quand il ouvre les yeux, il se rend compte qu'il est toujours en vie grâce à Cortana. Celle-ci est devenue totalement autonome et s'est servie du pont de lumière sur lequel s'est déroulé le combat pour créer un bouclier autour du Major pendant l'explosion. Elle a désormais une taille normale et peut toucher John, mais elle ne peut pas quitter le bouclier avec lui car elle est pratiquement morte. Le Major ne peut rien pour la sauver; Cortana lui fait ses adieux et disparaît avec le bouclier.
Le Major est ensuite retrouvé dans l'espace parmi les débris du Mantle's Approach par un Pélican. Sur l'Infinity, les Spartan-IV l'accueillent en héros, La Terre est sauvée. Bien plus tard, le Major est toujours sur l'Infinity et a une conversation avec Lasky. Ce dernier, sachant à quel point la vie de John a été compliquée, tient à lui rappeler que les soldats ne sont pas des machines mais des humains. Cela déclenche une réaction chez le Major, qui se rappelle une chose similaire que lui a dite Cortana auparavant.
Après le générique de fin, une scène supplémentaire est disponible. On y entend la voix du Didacte qui commente les évènements qui viennent de se produire et semble parler à d'autres Forerunners. La Terre a été sauvée mais la ville New Phoenix a été entièrement recomposée. Le Major se rend au pont S de l'Infinity là où sont tous les Spartan-IV. Palmer observe Le Major avec respect. La voix du Didacte laisse entendre que l'Humanité est une menace importante et que le Dépositaire (dans le cas présent, John-117) est à l'œuvre et que personne ne pourra l'arrêter. John enlève ensuite son armure.

## Système de jeu

### Multijoueur

#### Modes principaux
Le multijoueur de Halo 4 est appelé Jeux de Guerre (War Game en anglais). 343 industrie a doté ce mode d'un scénario : chaque partie jouée sera une séance d'entrainement en salle virtuelle pour les Spartan-IV à bord de l'UNSC Infinity.
Il y a plusieurs modes de jeu : Infinity Slayer, Grand Assassin Infinity (BTB), Régicide, Capture du drapeau, Extraction, Griffball, Parasite, Action Sack, Territoire, etc. Ce dernier est un tout nouveau mode de jeu qui repose sur le principe de prendre une base et la développer en restant dedans. Cette base reçoit alors des largages d'armes ainsi que des tourelles et aussi quelque barricade et bouclier qui ferme la base, ces boucliers sont cassable avec 2 coup de crosse. Plus une base est fortifiée, plus elle est difficile à prendre et plus on peut la fortifier.

#### Spartan Ops
Le mode Spartan Ops est un nouveau mode de jeu qui offre au joueur une campagne alternative se déroulant sur le monde-bouclier Requiem six mois après la campagne principale et proposant 1 saison de 10 épisodes, composées de cinq missions chacune par épisode, qui sortiront chaque semaine à partir du lancement du jeu.

### Forge
Ce mode de jeu consiste à créer une carte, pour jouer entre amis, via un réseau local ou en ligne. Le mode Forge prend le relief et les plateformes primaires de la carte, et grâce à certains objets présents dans le menu de Forge, le joueur peut les placer sur la carte, et ainsi en faire une carte personnalisé.

## Développement
Contrairement aux précédents jeux Halo qui ont été développés par Bungie, Halo 4 est développé par 343 Industries. L'histoire se situe quatre ans après la fin de Halo 3 et marque le retour de John 117 en tant que personnage jouable. Dans le premier teaser dévoilé au public, on peut voir l'apparition de petits réacteurs dorsaux dans le dos de John 117 et d'une nouvelle arme : un pistolet à un coup tirant des munitions explosives.
Le Battle Riffle a été confirmé par Frank O'Connor ainsi que l’Assault Riffle et le DMR.

## Accueil
- Famitsu : 36/40[10]
- Jeuxvideo.com : 16/20[11]